# 稀穗早熟禾
稀穗早熟禾（学名：Poa laxa），为禾本科早熟禾属下的一个植物种。